# Verbandsgemeinde Kaiserslautern-Süd
Die Verbandsgemeinde Kaiserslautern-Süd war eine Gebietskörperschaft im Landkreis Kaiserslautern in Rheinland-Pfalz. Der Verbandsgemeinde gehörten sechs eigenständige Ortsgemeinden an, der Verwaltungssitz lag in der Stadt Kaiserslautern, die der Verbandsgemeinde jedoch nicht angehörte.
Zum 1. Juli 2019 fusionierte die Verbandsgemeinde mit der Verbandsgemeinde Landstuhl zur neuen Verbandsgemeinde Landstuhl.

## Verbandsangehörige Gemeinden
| Ortsgemeinde                        | Fläche (km²) | Einwohner |
| ----------------------------------- | ------------ | --------- |
| Krickenbach                         | 10,02        | 1.153     |
| Linden                              | 5,10         | 1.127     |
| Queidersbach                        | 14,78        | 2.788     |
| Schopp                              | 11,35        | 1.474     |
| Stelzenberg                         | 9,23         | 1.178     |
| Trippstadt                          | 43,74        | 3.013     |
| Verbandsgemeinde Kaiserslautern-Süd | 94,21        | 10.733    |

(Einwohner am 31. Dezember 2018)

## Geschichte
Die Verbandsgemeinde Kaiserslautern-Süd wurde im Rahmen der in den 1960er Jahren begonnenen rheinland-pfälzischen Funktional- und Gebietsreform auf der Grundlage des „Dreizehnten Landesgesetzes über die Verwaltungsvereinfachung im Lande Rheinland-Pfalz“ vom 1. März 1972, in Kraft getreten am 22. April 1972, neu gebildet.
Zuvor galten im damaligen Regierungsbezirk Pfalz im Wesentlichen die aus der Pfalz (Bayern) (1816–1946) stammenden Verwaltungsstrukturen.

## Bevölkerungsentwicklung
Die Entwicklung der Einwohnerzahl bezogen auf das Gebiet der Verbandsgemeinde Kaiserslautern-Süd zum Zeitpunkt ihrer Auflösung; die Werte von 1871 bis 1987 beruhen auf Volkszählungen:
| Jahr | Einwohner |
| 1815 | 2.432     |
| 1835 | 3.554     |
| 1871 | 3.748     |
| 1905 | 4.337     |
| 1939 | 5.752     |
| 1950 | 6.552     |

| Jahr | Einwohner |
| 1961 | 7.845     |
| 1970 | 8.900     |
| 1987 | 9.694     |
| 1997 | 11.070    |
| 2005 | 11.129    |
| 2018 | 10.733    |

## Politik

### Verbandsgemeinderat
Der letzte Verbandsgemeinderat Kaiserslautern-Süd bestand aus 28 ehrenamtlichen Ratsmitgliedern, die bei der Kommunalwahl 2014 in einer personalisierten Verhältniswahl gewählt wurden, und dem hauptamtlichen Bürgermeister als Vorsitzendem. Deren Wahl- bzw. Amtszeit endete per Landesgesetz am 30. Juni 2019.
Die frühere Sitzverteilung im Verbandsgemeinderat:
| Wahl | SPD | CDU | FWG | Gesamt   |
| ---- | --- | --- | --- | -------- |
| 2014 | 8   | 7   | 13  | 28 Sitze |
| 2009 | 8   | 7   | 13  | 28 Sitze |
| 2004 | 9   | 8   | 11  | 28 Sitze |

- FWG = Freie Wählergruppe Kaiserslautern-Süd e. V.

### Wappen
Die Blasonierung des Wappens lautet: „In vierfach von Silber und Grün geteiltem Schildbord in viergeteiltem Schild oben rechts in Rot ein goldener Reichsapfel, mit blauen Reifen und goldenem Kreuz, oben links in Silber eine aufrecht stehende grüne Eichel mit zwei grünen Eichenblättern, unten rechts in Silber zwei aufgerichtete, gegeneinandergewölbte von Rot und Gold und Blau gestreifte Regenbögen und unten links in Schwarz fünf silberne Bollen.“
Das Wappen wurde 1979 von der Bezirksregierung Neustadt genehmigt.

## Verkehr
In Schopp befindet sich ein Bahnhof der Biebermühlbahn.